# Makarsko primorje
Makarsko primorje je turistično območje pod Biokovim v Dalmaciji (Hrvaška).

## Geografija
Makarsko primorje, tudi Makarska riviera, je okoli 60 km dolg primorski pas, ki leži pod gorskim hrbtom Biokova. Razprostira se od naselja Kuzmanići do Gradca. Je največje turistično območje Srednje Dalmacije. Za to območje so značilne plaže, prijetno podnebje, gosti borovi gozdički, ki se z vejami skoraj dotikajo morja, vinogradi in sadovnjaki.

## Zgodovina
Skozi stoletja je bilo to območje prometno izolirano in je živelo bolj samo zase. Šele po zgraditvi magistralne ceste Split - Dubrovnik (leta 1964) je pokrajina zaživela in začela se je velika družbena in gospodarska preobrazba, naravnana predvsem v turizem.

## Gospodarstvo
Po 1964 so se pričela graditi turistična središča, ki so si podobna po številnih značilnostih, pa obenem tudi različna, in prav zaradi teh oblik imajo svojevrsten mik, obenem pa ustvarjajo celovit vtis o lepoti in privlačnosti te riviere.
Glavni letoviški kraji, ki si sledijo drug za drugim, so: Brela, Baška Voda, Brist, Drvenik, Drašnice, Gradac, Igrane, Makarska, Pisak, Podaca, Podgora, Zaostrog in Živogošće.